# Elisabeth Rynning
Maria Elisabeth Rynning, född 17 maj 1955, är en svensk jurist.
Elisabeth Rynning disputerade 1994 i offentlig rätt på en avhandling om Samtycke till medicinsk vård och behandling. Hon blev docent i offentlig rätt 1996, var professor i medicinsk rätt vid Uppsala universitet 2003–2012 och justitieråd i Högsta förvaltningsdomstolen 2012–2016. Hon valdes den 9 juni 2016 av riksdagen till ny chefsjustitieombudsman, ett ämbete hon tillträdde den 5 september samma år. Elisabeth Rynning gick i pension 2021.

## Utmärkelser
- H. M. Konungens medalj i guld av 12:e storleken i Serafimerordens band (Kon:sGM12mserafb, 2022) för betydande insatser inom svenskt rättsväsende[4]